# 饶吉祥

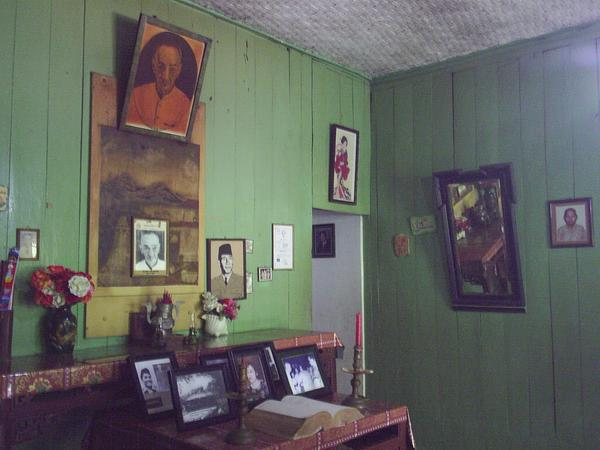
饶吉祥家的客厅。墙上挂着一张苏加诺的照片和房主的照片

饶吉祥（1880年—1964年），印度尼西亚华裔印度尼西亚独立宣言起草场所的屋主。
饶吉祥于1880年出生，以务农和制作棺木为生。1945年8月16日，当时名为“祖国捍卫者”的土著武装分子将苏加诺和家人以及穆罕默德·哈达绑架后关押在位于登格罗的饶吉祥家中。“祖国捍卫者”迫使苏加诺同意宣布印尼独立并于饶吉祥家中起草了独立宣言。